# AIR-INK
AIR-INK（エアインク）は、 化石燃料の 不完全燃焼により発生した大気汚染物質から生み出されるインクのブランドである。 MITメディアラボのスピンオフグループであるGraviky Labsが立ち上げた。AIR-INKは、排気ガスの捕捉、炭素の分離、そして炭素と油や水の混合といった工程を段階的に行うことで生産される。重金属や発がん物質などの他の汚染物質からインクの原料となる炭素を分離して抽出する際には、KAALINK（カーリンク）と呼ばれる特許出願中の独自装置を活用する。 
AIR-INKは、印刷業界が自らが排出する炭素を相殺できるようにすることで、 大気汚染とその人命への悪影響に対する解決策となることが期待されており、Graviky Labsは「再生利用された大気汚染物質から作られた最初のインク」と呼んでいる。一本の0.7mmのAIR-INKのペンのインクは、ディーゼル自動車が約40分間に排出する汚染物質に相当するとしている。   
なお、Graviky Labsは、２つの国際的な独立した試験機関による試験を行い、AIR-INKの安全性を確認しているとしつつ、研究開発段階として、一般消費者への販売は、2020年２月時点ではまだ行っていない。また、一般的なインクと同程度に安全だとしつつ、子供の使用については、まだ試験しておらず、安全だと表明できないとしているほか、食用ではないことと他のインクと同様、アレルギーには注意するよう自社のウェブサイトで促している。  

## 歴史
2013年に、Graviky Labsの創設者となるアニルド・シャルマが、友人達との会話の中で服に大気汚染物質による染みが付くことへの不満が多く出ていたことからAIR-INKのアイデアを思いついたのが始まりである。   
同年、シャルマ達は、マサチューセッツ工科大学のフルイドインターフェイス研究グループとして、排気ガス中の炭素をインクジェットカートリッジで使用できるインクに変える工程を明らかにした。  
2016年6月には、タイガービールと連携して、香港の上環地区でストリートアートを展開制作する芸術運動を展開した。重度の大気汚染で知られる香港のグラフィックアーティスト達にAIR-INKを贈り、作品の制作を依頼したのである。 この運動に参加したアーティストの一人であるキャス・ラブは、このアイデアについて「天才的であり、成功する可能性は大いにある」と語っている。 
2017年には、2月7日から3月9日までの30日間、Kickstarterを利用したクラウドファンディングを行い、目標額14,000USドルに対し、688人の支援者から41,076USドルの資金を調達した。

### KAALINKという独自装置
KAALINKとは、排気ガスから大気汚染物質の粒子を捕捉するために独自に考案された装置であり、ディーゼル発電機や車の排気管に取り付けるものや屋外に置いて周囲の空気中の大気汚染物質を収集するものがある。 
Graviky Labsは、条件によっては、エンジンへの背圧なしに、汚染物質の99％までを収集できるとしている。バンガロールと香港の乗用車、トラック、オートバイ、漁船で試験が実施されてきた。 第三者から、その発生した汚染物質を引き取ることも行っている。 
標準的なディーゼル車１台を2,500時間運転することで排出される排気ガスからは、約150リットルのインクが生産できる。 